# Next Century Foundation
The Next Century Foundation (NCF) to think tank i organizacja dyplomacji nieformalnej działająca w różnych strefach objętych konfliktem, głównie na Bliskim Wschodzie. Założona w 1990 r. w celu zapewnienia forum dla dyskusji między Palestyńczykami i Izraelczykami, organizacja rozszerzyła swoje kompetencje, koncentrując się na Iraku, Kaszmirze, Kosowie, Sudanie, Egipcie, Afganistanie, Jemenie, Syrii i Libii.

## Działalność

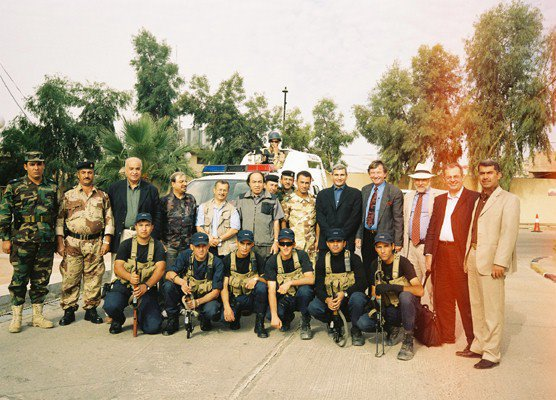
Zespół monitorujący wybory NCF w Czerwonej Strefie w Iraku: wyjazd do prowincji Niniwa w 2006 r.

Fundacja określa się jako „think and do tank”. NCF opracowuje dokumenty strategiczne, a także promuje dialog między różnymi frakcjami na Bliskim Wschodzie; w związku z tym większość działalności NFC odbywa się za kulisami w ramach dyplomacji nieformalnej. Przykłady prac NCF obejmują:
- Opracowywanie szeregu raportów dotyczących sytuacji politycznej i bezpieczeństwa w Iraku oraz stosunków regionalnych Iraku i terytoriów spornych (w tym Kirkuku). Raporty tworzone są jako efekt szeroko zakrojonych misji rozpoznawczych prowadzonych w całym Iraku od 2003 r., również w niektórych z jego najbardziej niebezpiecznych i niestabilnych obszarów[2].
- Monitorowanie wyborów prowincjonalnych i parlamentarnych w Iraku od 2005 roku (delegaci NFC monitorujący wybory byli jedynymi obserwatorami międzynarodowymi działającymi zarówno w zielonej, jak i czerwonej strefie Iraku)[3].
- Organizację i uczestnictwo w szeregu konferencji poświęconych m.in. rozwiązywaniu konfliktów, przeciwdziałaniu ekstremizmowi i migracji[4].

## Międzynarodowe nagrody medialne"International Media Awards"
Od 2005 r. Międzynarodowa Rada Prasy, Radiofonii i Telewizji, organ zależny od Next Century Foundation, organizuje coroczną ceremonię wręczenia nagród w Londynie, aby uczcić wysokie standardy dziennikarstwa na Bliskim Wschodzie. Nagrody są przyznawane dziennikarzom i nadawcom, którzy poprzez niezmiennie wysoki standard swojej pracy promują lepsze zrozumienie ludów i polityki na świecie. Chociaż nie ograniczone do jednego regionu, w przeszłości Nagrody koncentrowały się szczególnie na Bliskim Wschodzie i Azji Południowej.
We wrześniu 2013 r. Międzynarodowa Rada Prasy, Radiofonii i Telewizji połączyła się z Międzynarodowym Forum Komunikacji, co ostatecznie ma doprowadzić do rozwiązania Rady wraz ze wszystkimi jej działaniami, w tym dorocznymi nagrodami Media Awards, które prowadzone być mają pod szyldem ICF.
W czerwcu 2017 roku Next Century Foundation ponownie była gospodarzem Nagród International Media Awards. Wydarzenie odbyło się w środę 28 czerwca. Next Century Foundation ogłosiła, że w związku z pandemią COVID-19 w 2020 roku ceremonia wręczenia Nagród odbędzie się wirtualnie.

## Organizacja
Członkami założycielami byli biznesmeni, politycy, dziennikarze i dyplomaci, w tym Claud Morris, Lord Arnold Weinstock, David Alliance, Baron Alliance CBE, Jaweed al-Ghussein i Arnold Goodman, Baron Goodman i Haim Yosef Zadok.
Sekretarzem generalnym jest William Morris, a koordynatorką  Maggie Tomkinson. Powiernikami Fundacji są Hon Mark Gregory Hambley (USA), BaronDavid Alliance (Wielka Brytania), George Windsor, hrabia St Andrews (Wielka Brytania), Alastair King-Smith, Vivian Wineman i Mili Gottlieb.
W skład Rady Doradczej Fundacji Next Century wchodzą: Andrew Stone, Baron Blackheath; Rt Hon Sir Jeremy Hanley KCMG; HE Nasser Bin Hamad M. Al-Khalifa  Michael Binyon OBE; Saad Bin Tefla; Walid Khalid Issa Taha; Jane Kinninmont; Rev. Larry Wright, płk Richard T. Ryer i Claudia Shaffer.
W kwietniu 2017 r. Next Century Foundation przyznano specjalny status doradczy przy ONZ. Przedstawiciele NCF byli obecni na siedemdziesiątej drugiej sesji Zgromadzenia Ogólnego ONZ we wrześniu 2017 r., aby omówić takie kwestie jak np. prawa kobiet w Bahrajnie.